# Argyresthia alpha
Argyresthia alpha is een vlinder uit de familie van de pedaalmotten (Argyresthiidae). De wetenschappelijke naam van de soort werd in 1968 gepubliceerd door G. Friese & S. Moriuti.